# Block Out
Блок аут (енгл. Block Out) је био српски алтернативни рок састав из Београда. Музику групе одликовала је тешка и мрачна атмосфера.

## Биографија
Блок аут крајем 1990. године на Академији формирају сликар Милутин Јованчић Мита, гитаристи Данило и Лаки, басиста Трле и бубњар Деки, тада под називом Ад Хок (Ad Hoc). Пошто је у Македонији постојала група са истим именом, убрзо мењају име у Блок Аут, по тада актуелној видео игри за персоналне рачунаре.
Половином 1991. неки чланови одлазе у Холандију, а нови гитариста постаје Никола Врањковић. Никола је пре доласка у групу четири године живео у Москви где је свирао са разним саставима. По повратку у Београд Никола је радио као студијски музичар, свирао са групом Руж, а такође наступио заједно са Војиславом Вијатовим као музичка подршка контроверзном Сатану Панонском на његовом концерту на Академији.
Са почетком рата у Југославији чланови бенда одлазе у Лондон, где наступају у разним клубовима и Универзитетском центру. Ту су као најупечатљивија група добили могућност за снимање сингла који због њиховог повратка у Београд никада није реализован. На концертима су изводили свој материјал на енглеском језику. По повратку, средином 1992. године, настављају рад у саставу: Мита, Никола, Трле, а придружује им се бубњар Миљко Радоњић.
Група 1993. објављује касету на којој су се нашли живи снимци са два концерта из КСТ-а и са Академије. Следеће године објављују свој први студијски албум под називом Црно, бело и сребрно и промовишу га на дан издавања првим самосталним концертом у СКЦ-у. У новембру 1996. излази следећи албум Година сиротињске забаве, који садржи песме настале у претходних шест година а за тему има, како тврде чланови бенда, крај социјализма.
Свој трећи студијски албум Сан који срећан сањаш сам бенд објављује 1998. године. Овај албум је снимљен у сада већ стандардној постави: Мита, Никола, Александар Балаћ, Драгољуб Марковић - Блек и Миљко. Сан који срећан сањаш сам по мишљењу многих критичара бива проглашен најбољим албумом године, али и међу неколико значајнијих албума током последње деценије 20. века.
У фебруару 2001. године излази двоструки концертни албум под називом Између два зла. Исте године, Никола Врањковић издаје соло албум под именом Заовдеилизапонети 2001. године, који поред ЦД-а садржи књигу његових песама, као и песама Блок аута.
У априлу 2004. године Блок аут објављује албум Ако имаш с ким и где.
У септембру 2013. Никола Врањковић напушта групу и започиње соло каријеру, чиме Блок Аут и званично престаје да постоји. Преостали чланови Блок Аута су исте године основали нови бенд под називом Човек вук.

## Чланови групе
- Милутин Јованчић Мита [а] — вокал (1990—2014)
- Драган Мајсторовић Трле — бас-гитара (1990—1996)
- Данило Павићевић — гитара (1990—1995)
- Деан Димитријевић Деки — бубањ (1990—1992)
- Владан Лазаревић Лаки — гитара (1990—1991)
- Никола Врањковић — гитара (1991—2013)
- Миљко Радоњић [б] — бубањ (1992—2014)
- Александар Балаћ [в] — бас-гитара (1996—2014)
- Драгољуб Марковић Блек [г] — клавијатуре (1996—2003)
- Дејан Хасечић [д] — клавијатуре, гитара (2003—2014)

## Дискографија

### Студијски албуми
- Црно, бело и сребрно (ITMM, 1994) — Реиздање албума је објављено 2001. године за Метрополис рекордс и садржи једну бонус песму.
- Година сиротињске забаве (Метрополис рекордс, 1996)
- Сан који срећан сањаш сам (Метрополис рекордс, 1998)
- Ако имаш с ким и где (Мултимедија рекордс, 2004)

### Албуми уживо
- Академија, КСТ уживо (Take It Or Leave It, 1993)
- Између два зла (Метрополис рекордс, 2001)

### Видео издања
- (2007)

## Галерија
-Live КСТ, Академија, уједно и заштитни знак групе
- Црно, бело и сребрно
- Година сиротињске забаве
- Сан који срећан сањаш сам
- Између два зла
- Ако имаш с ким и где